# CMR-Effekt
Der CMR-Effekt oder kolossaler magnetoresistiver Effekt (engl. colossal magnetoresistance, CMR) ist eine physikalische Anomalie, bei der sich der elektrische Widerstand einiger Materialien bei Anwesenheit eines magnetischen Feldes massiv verändert. Das beruht darauf, dass bei diesen Materialien bei hinreichend großen Feldern durch Verschiebung der Bandstruktur der Isolator zum Leiter wird.
Entdeckt wurde der Effekt erstmals um 1950 durch G. H. Jonker und J. H. van Santen. Der Effekt tritt z. B. bei gemischtvalenten Manganoxiden auf. Bereits kurz nach seiner Entdeckung konnte im Rahmen des Doppelaustausch-Modells eine theoretische Beschreibung gefunden werden, in der kinetische Austauschprozesse mit der Spinorientierung benachbarter Mn-Momente korreliert sind. Wichtige experimentelle Arbeiten durch Volger, Wollan und Koehler, und später durch Jirak et al. und Pollert et al. erweiterten das Verständnis des Effektes. Der erneute Boom in der Forschung über die magnetoresistiven Effekte und die Arbeiten von R. M. Kusters, R. von Helmholt und Jin et al. führten Anfang der 1990er zu vielen weiteren Arbeiten und einem tieferen Verständnis der grundlegenden Effekte.